# مقابلة الطب النفسي
تشير المقابلة النفسية إلى مجموعة من الأدوات التي يستخدمها عامل الصحة العقلية (في معظم الأحيان طبيب أو طبيبة ولكن في بعض الأحيان الأخصائيين الإجتماعيين أو الممرضات) لإكمال التقييم النفسي.
أهداف مقابلة الطب النفسي هي: بناء علاقة.
- جمع البيانات حول الصعوبات الحالية للمريض، والتاريخ النفسي الماضي والتاريخ الطبي، فضلا عن التطور ذات الصلة، والتاريخ المشترك والاجتماعي.
- تشخيص مشاكل الصحة العقلية.
- فهم بنية شخصية المريض، واستخدام آليات الدفاع واستراتيجيات التكيف.
- تحسين رؤية المريض.
- إنشاء أساس لتحالف علاجي.
- تعزيز الشفاء.

البيانات التي تم جمعها من خلال مقابلة نفسية هي في معظمها ذاتية، استنادا إلى تقرير المريض، وفي كثير من الأحيان لا يمكن أن تكون مدعومة بقياسات موضوعية. وعلى هذا النحو، فإن أحد أهداف المقابلة هو جمع البيانات الصالحة والموثوقة على حد سواء.
تشير الصحة إلى كيفية مقارنة البيانات بحقيقة مطلقة مثالية يحتاج المحاور إلى الوصول إليها والكشف عنها. التحديات التي قد تؤثر على صحة المقابلة تشمل يمكن تصنيفها على أنها عوامل متعلقة بالمرضى وعوامل ذات صلة بالمقابلة. وتشمل العوامل ذات الصلة بالمريض ما يلي:العار: قد يشعر المريض بالخجل من مناقشة بعض الصعوبات التي يواجهها.
- الخوف من أن يحكم عليها: في حين أن المريضة لا تخجل من ذلك قد تتردد في مناقشة بعض القضايا التي تعتقد أنه يمكن الحكم عليها.
- نقص الوعي: المريض قد يكون مشوها تذكر الأحداث الماضية مع التكافؤ العاطفي كبير.
- العجز المعرفي: قد يكون لدى المريض عجز في الذاكرة قد يضعف قدرته على تذكر الأحداث السابقة بشكل صحيح.
- الكسب الثانوي: قرر المريض تحريف الحقيقة من أجل الحصول على استحقاق معين (مثل استحقاقات العجز) أو تجنب عقوبة معينة (مثل الدفاع عن الجنون).

تتضمن العوامل ذات الصلة بالمقابلة ما يلي:
- مشاعر قوية مثل أو كره التي قد تؤثر على الموضوعية المقابلة.
- نقص الخبرة: يفتقر المحاور إلى المهارات والمعرفة اللازمة لاستكشاف مجال محدد من الأمراض.
- التحيز التشخيصي: يتم استثمار المقابلة في تشخيص محدد (على سبيل المثال قد يتم تشخيص نفس المريض بالفصام من قبل باحث الفصام أو اضطراب ثنائي القطب مع ميزات ذهانية من قبل باحث اضطراب ثنائي القطب).

تشير الموثوقية إلى كيفية مقارنة مجموعات البيانات التي يجمعها مختلف المحاورين أو المقابلة نفسها في أوقات مختلفة مع بعضها البعض. الموثوقية المثالية هي عندما تكون مجموعة البيانات مستقرة بغض النظر عن التغييرات في تفاصيل جمع البيانات.
وقد تبين أن تقنيات المقابلة المختلفة تؤدي إلى اختلافات في صحة البيانات المجمعة وموثوقيتها. السؤال المفتوح ("أخبرني عن نومك.") قد تبين أن لديها صلاحية أفضل ولكن أقل موثوقية من الأسئلة المغلقة ("هل لديك صعوبات في النوم؟")